# Cyclophyllum
Cyclophyllum är ett släkte av måreväxter. Cyclophyllum ingår i familjen måreväxter.

## Dottertaxa tillCyclophyllum, i alfabetisk ordning[1]
- Cyclophyllum baladense
- Cyclophyllum balansae
- Cyclophyllum barbatum
- Cyclophyllum brevipes
- Cyclophyllum calyculatum
- Cyclophyllum cardiocarpum
- Cyclophyllum caudatum
- Cyclophyllum coprosmoides
- Cyclophyllum costatum
- Cyclophyllum cymosum
- Cyclophyllum deplanchei
- Cyclophyllum fragrans
- Cyclophyllum francii
- Cyclophyllum henriettiae
- Cyclophyllum jasminifolium
- Cyclophyllum longiflorum
- Cyclophyllum longipetalum
- Cyclophyllum lordbergense
- Cyclophyllum maritimum
- Cyclophyllum marquesense
- Cyclophyllum merrillianum
- Cyclophyllum multiflorum
- Cyclophyllum novoguineensis
- Cyclophyllum pancheri
- Cyclophyllum protractum
- Cyclophyllum rectinervium
- Cyclophyllum rostellatum
- Cyclophyllum sagittatum
- Cyclophyllum saviense
- Cyclophyllum schultzii
- Cyclophyllum sessilifolium
- Cyclophyllum subsessile
- Cyclophyllum subulatum
- Cyclophyllum tenuipes
- Cyclophyllum urophyllum
- Cyclophyllum valetonianum
- Cyclophyllum vieillardii